# Thomas James Crawford
Thomas James Crawford (auch T.J. Crawford; * 11. Juni 1877 in Barrhead, Schottland; † 5. Juli 1955 nahe Barrie, Ontario, Kanada) war ein britisch-kanadischer anglikanischer Organist und Komponist.

## Leben
Thomas James Crawford studierte Orgelspiel und Musiktheorie in Glasgow bei Harry Sandiford Turner und Otto Schweitzer und 1894 in Leipzig bei Carl Reinecke und Paul Homeyer. Während Crawfords Aufenthalt in Leipzig war er Organist an der dortigen American Episcopal Church. Auch als Komponist war er dort erfolgreich; seine Lipsia-Suite für Orchester (Lipsia ist der lateinische Name Leipzigs) wurde unter Reinecke und später unter August Manns im Crystal Palace in London aufgeführt.
Nachdem Crawford 1898 nach London zurückgekehrt war, assistierte er sieben Jahre lang Frederick Bridge in der Westminster Abbey. 1911 wurde er Organist und Chorleiter der St. Michael’s Church am Chester Square in London.
Im Dezember 1922 zog er nach Toronto, um dort eine Stelle als Organist an der St. Paul’s Bloor St Anglican Church und als Hochschullehrer am dortigen Toronto Conservatory of Music anzutreten. Von 1925 bis 1931 leitete er die Eaton Choral Society, die 1931 in die Eaton Operatic Society umgebildet wurde, und blieb bis 1947 als Musikdirektor tätig. Crawford leitete von 1927 bis 1942 außerdem den Victoria College Music Club der University of Toronto.
Im Jahr 1928 nahm er die kanadische Staatsangehörigkeit an. Er war 1932 Organist und Chorleiter an der Holy Trinity Church und von 1933 bis 1946 an der Timothy Eaton Memorial Church. Nach seiner Pensionierung im Jahr 1946 reiste er weiterhin als Prüfer für das Royal Conservatory of Music und veröffentlichte ein Buch mit dem Titel Keyboard Harmony and Transposition. Seine letzte Position hatte er 1954 an der St. Andrew’s Church in Barrie in der kanadischen Provinz Ontario inne.
Crawford starb am 5. Juli 1955 bei einem Verkehrsunfall in der Nähe von Barrie.

## Werke

### Kompositionen
- Lipsia-Suite für Orchester, zwischen 1894 und 1898.
- Toccata in F major. Bosworth, London 1904.
- A Morning Melody. Bosworth, London 1923.
- Scherzo for the Flutes. Bosworth, London 1949.
- Processional (= Western Organ Series, No. 11,001.) Western Music, Toronto 1950.
- Mood Fancies (= Western Organ Series, No. 11,002.) Western Music, Toronto 1950.
- Two Short Pieces (= Western Organ Series, No. 11,003.) Western Music, Toronto 1950.
- Three Short Pieces. Western Music, Toronto 1950.
- In a Great Cathedral (= Western Organ Series, No. 11,301.) Western Music, Toronto 1951.

### Bücher
- The Crawford System of Keyboard Harmony and Transposition. Canadian Music Sales, Toronto 1952.